# Sharon (Oklahoma)
Sharon é uma cidade  localizada no estado norte-americano de Oklahoma, no Condado de Woodward.

## Demografia
Segundo o censo norte-americano de 2000, a sua população era de 122 habitantes.
Em 2006, foi estimada uma população de 126, um aumento de 4 (3.3%).

## Geografia
De acordo com o United States Census Bureau tem uma área de
0,3 km², dos quais 0,3 km² cobertos por terra e 0,0 km² cobertos por água.

## Localidades na vizinhança
O diagrama seguinte representa as localidades num raio de 28 km ao redor de Sharon.